# Brownanthus
Brownanthus es un género de plantas con flores perteneciente a la familia Aizoaceae.

## Taxonomía
Brownanthus fue descrito por Schwantes, y publicado en Z. Sukkulentenk. 3: 14, 20 (1927) [nom. nov.]. La especie tipo es: Brownanthus ciliatus (Aiton) Schwantes (Mesembryanthemum ciliatum Aiton)

## Especies
- Brownanthus arenosus (Schinz) Ihlenf. & Bittrich
- Brownanthus ciliatus Schwantes
- Brownanthus corallinus (Thunb.) Ihlenf. & Bittrich
- Brownanthus fraternus Klak
- Brownanthus glareicola Klak
- Brownanthus kuntzei (Schinz) Ihlenf. & Bittrich
- Brownanthus lignescens Klak
- Brownanthus marlothii Schwantes
- Brownanthus namibensis (Marloth) Bullock
- Brownanthus neglectus S.M.Pierce & Gerbaulet
- Brownanthus nucifer (Ihlenf. & Bittrich) S.M.Pierce & Gerbaulet
- Brownanthus pseudoschlichtianus S.M.Pierce & Gerbaulet
- Brownanthus pubescens (N.E.Br. ex C.A.Maass) Bullock
- Brownanthus schenckii Schwantes
- Brownanthus schlichtianus (Sonder) Ihlenf. & Bittrich
- Brownanthus simplex (N.E.Br. ex C.A.Maass) Bullock
- Brownanthus solutifolius (A.Berger & sine ref.) H.Jacobsen
- Brownanthus vaginatus (Lam.) Chess. & M.Pignal